# Верхня Сона
Верхня Сона (фр. Haute-Saône) — департамент на сході Франції, один з департаментів регіону Бургундія-Франш-Конте. 
Порядковий номер 70. Адміністративний центр — Везуль. Населення 229,7 тис. чоловік (82-е місце серед департаментів, дані 1999 р.).

## Географія
Площа території 5 360 км². Через департамент протікають річки Сона і Оньйон. Більше третини площі департаменту зайнято лісами. 
Департамент включає 2 округи, 32 кантони і 545 комун.

## Історія
Верхня Сона — один з перших 83 департаментів, утворених під час Великої французької революції в березні 1790 р. Виник на території колишньої провінції Франш-Конте. Назва походить від річки Сона.